# Ravi Haria
Pour les articles homonymes, voir Hari.
Ravi Haria est un joueur d'échecs anglais né le 7 février 1999 à Elstree, grand maître international depuis 2021.
Au 1er janvier 2023, il est le huitième joueur anglais avec un classement Elo de 2 522 points.

## Carrière aux échecs
Ravi Haria est né en février 1999. Il remporta le championnat de Grande-Bretagne junior (moins de 21 ans) en 2019.
En 2021, il fait partie des 36 joueurs qui se qualifient pour la Coupe du monde d'échecs 2021,. Lors de la Coupe du monde disputée à Sotchi en juillet 2021, il est bat au premier tour le Russe Vadim Zviaguintsev au premier tour, puis est battu au deuxième tour par le Français Étienne Bacrot.
Il a représenté l'Angleterre lors du championnat d'Europe d'échecs des nations de 2021 et de l'Olympiade d'échecs de 2022 de 2008, marquant 4 points sur 7 à l'échiquier de réserve (remplaçant). L'équipe d'Angleterre finit quatorzième de la compétition.
Il a publié un livre en 2021 : The Modernized Anti-Sicilians – Volume 1: Rossolimo Variation, Thinker’s Publishing.